# 大叶九里香
大叶九里香（学名：Murraya kwangsiensis var. macrophylla）为九里香属广西九里香的一个变种。

## 扩展阅读
- 維基物種上的相關：大叶九里香